# Герб Сонячної Долини
Герб Сонячної Долини — офіційний символ села Сонячна Долина (Судацької міської ради АРК), затверджений рішенням Сонячнодолинської сільської ради від 23 січня 2009 року.

## Опис герба
Щит перетятий перекинутим вістрям. У верхньому золотому полі з синьої основи, двічі відділеної зазубленими срібними нитяними балками, сходить червоне сонце, над яким червона амфора, обабіч якої йде зелена виноградна лоза з листочками і двома червоними гронами. У нижньому зеленому полі сидять дві срібні кози з золотими рогами і копитами, розвернуті в протилежні боки і з повернутими назад головами.